# Miszráta
Miszráta (másképp Miszuráta vagy Miszrátáh, arabul  مصراتة Mişrātah) Líbia harmadik legnagyobb városa Tripoli és Bengázi után, Miszráta tartomány székhelye. 

## Fekvése
A Földközi-tenger partján fekszik, a Szidra-öböl mellett, melynek legnyugatabbra fekvő települése. Tengeri kikötőjének neve Kaszr Ahmad. 
A város a történelmi Tripolitánia régióban fekszik, Tripolitól 187 km-re keletre. Miszráta környéke sivatagos, de oázisokkal gazdagon tarkított, ahol pálmafák és olajfabokrok teremnek. 
Miszráta az ország legjelentősebb ipari városa főként a textiliparnak és vaskohászatnak köszönhetően, de egyúttal Líbia pénzügyi központjának is számít.

## Története

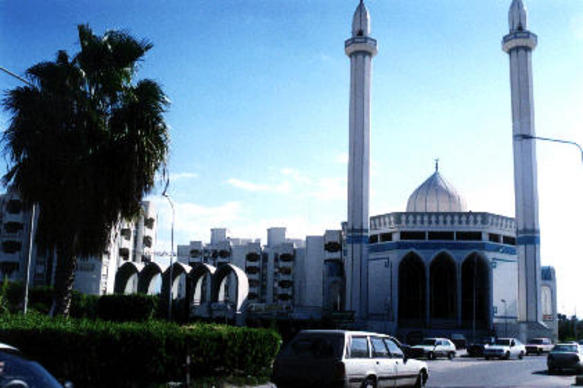
A miszrátai főmecset

A líbiai polgárháború során lezajlott miszrátai csata frontvonalai

A települést először a 7. században említik, az Arab Birodalom uralma idején, habár elképzelhető, hogy már korábban, a Római Birodalom alatt is létezett, Thubactis néven, a korai - középkorban arab források is Thubakht néven emlegették. A város az észak-afrikai karavánutak mentén feküdt, így már a 7. századtól fontos kereskedelmi központtá nőtte ki magát.
Az olasz–török háborút követően az Olasz Királyság fennhatósága alá került és az olasz kolonizáció egyik központja lett.
Miszráta történetének legfontosabb része a 2011-es első líbiai polgárháborúban betöltött szerepe. A február 15-én Bengáziban kitört felkelés február 18-ra Miszrátára is átterjedt, elsőként a tripolitániai városok közül. A helyi felkelők február 24-re uralmuk alá vonták a várost, erre válaszul azonban Moammer Kadhafi hadereje körbezárta a várost ostromolni kezdte, melynek során tüzérséget, orvlövészeket és hadihajókat is bevetettek, sőt áprilisban nemzetközileg tiltott kazettás bombák használatára is sor került. A helyi felkelők azonban március 20-tól a szövetséges légierő támogatásával rendre visszaverték a város elleni rohamokat, míg végül május 15-re sikerült teljesen visszaszorítani az ostromló sereget, majd ellentámadásba átmenve megkezdték az előrenyomulást Tripoli irányába, melynek ostrománál is részt vettek. A város ostroma során 1083 felkelő esett el, 900 eltűnt, 707 civil halt meg (köztük egy brit és egy amerikai újságíró, valamint egy ukrán doktor), a lojalista harcosok vesztesége 545 halott volt.

## Közlekedés
Egy vasútvonal építését javasolták 2008-ban, de 2016-ig nem került sor a tényleges építésére. A Miszrátai repülőtér szolgálja ki a várost.
2019 szeptemberében egy expressz buszjárat indult a repülőtér és Tripoli között.